# Rio de Janeiro Challenger 1985
Il Rio de Janeiro Challenger 1985 è stato un torneo di tennis facente parte della categoria ATP Challenger Series nell'ambito dell'ATP Challenger Series 1985. Il torneo si è giocato a Rio de Janeiro in Brasile dal 15 al 21 aprile 1985 su campi in terra rossa.

## Vincitori

### Singolare
Givaldo Barbosa ha battuto in finale  Marcelo Hennemann con il punteggio di 7–5, 6–3

### Doppio
Givaldo Barbosa /  Ivan Kley hanno battuto in finale  Marcos Hocevar /  Alexandre Hocevar con il punteggio di 6–1, 6–3